# Miss Nouvelle-Calédonie
Miss Nouvelle-Calédonie est un concours de beauté annuel concernant les jeunes femmes de la Nouvelle-Calédonie. Il est qualificatif pour l'élection de Miss France, retransmise en direct sur la chaîne TF1, en décembre, chaque année.
1 Miss Nouvelle-Calédonie a été élue Miss France, depuis la création du concours :
- Pascale Taurua, Miss Calédonie 1977 et Miss France 1978 (renonce à son titre pour pouvoir retourner sur son île).

## Histoire
Il n'y a pas eu d'élection en 1988, 1989, entre 1993 et 1995, en 1998, en 2009 et en 2024.
Avant 2007, le concours s'appelait « Miss Calédonie ».
L’élection de 2023 a couronné Mathilda Lelong mais, à la suite d'une erreur de l’huissière, il s’est plus tard avéré que le titre de Miss Nouvelle-Calédonie revenait en fait à Emma Grousset, sa 2ème dauphine. La société Miss France a plus tard confirmé sa nomination au titre.

## Synthèse des résultats
Note : Toutes les données ne sont pas encore connues.
- Miss France : Pascale Taurua (1977)[Note 1]
- Miss France d'Outre-Mer : Maryse Salaün (1981) ; Georgia Roussel (1983) ; Nathalie Jones (1984)
- 1re dauphine: Vahinerii Requillart (2007)
- 2e dauphine : Nadine Guillerme (1980)
- 3e dauphine : Gisèle Maui (1985)
- 6e dauphine : Emmanuelle Darman (2005) et Mondy Laigle (2014)

## Les Miss
Note : Toutes les données ne sont pas encore connues.
| Année | Nom                       | Âge            | Résidence      | Taille         | Classement local/régional | Classement à Miss France                                                                              | Autres |
| ----- | ------------------------- | -------------- | -------------- | -------------- | ------------------------- | --- | --- |
| 1952  | Marthe Yanno (née Sauvan) | 17 ans         |                |                |                           | | |
| 1953  | Danièle Gastaldi          |                |                |                |                           | | |
| 1954  | Juanita Châtelain         | 17 ans         |                |                |                           | | |
| 1957  | Léone Beyney              |                |                |                |                           | | |
| 1959  | Huguette Obry             |                |                |                |                           | | |
| 1961  | Yolande Alquier           |                |                |                |                           | | |
| 1963  | Mireille Minot            |                |                |                |                           | | |
| 1965  | Marilyn Mayet             |                |                |                |                           | | |
| 1966  | Christine Delière         |                |                |                |                           | | |
| 1977  | Pascale Taurua            | 17 ans         |                | Nouméa         |                           | Miss France 1978, elle préféra retourner sur son île plutôt que d’être Miss France 1978 en métropole. | |
| 1980  | Nadine Guillerme          |                |                |                |                           | 2e dauphine de Miss France 1981.                                                                      | |
| 1981  | Maryse Salaun             |                |                |                |                           | Élue Miss France Outre-Mer 1982.                                                                      | |
| 1982  | Laurence Varney           | 16 ans         | 1,70 m         |                |                           | | |
| 1983  | Georgia Roussel           |                |                |                |                           | Élue Miss France Outre-Mer 1984                                                                       | |
| 1984  | Nathalie Jones            |                |                |                |                           | Élue Miss France Outre-Mer 1985                                                                       | |
| 1985  | Gisèle Maui               |                |                |                |                           | 3e dauphine de Miss France 1986.                                                                      | |
| 1986  | Amanda Aissa Benhamer     |                |                |                |                           | | |
| 1987  | Helyette Voisin           |                |                |                |                           | | |
| 1988  | Caroll Blanc              |                | 1,75 m         |                |                           | | |
| 1989  | Pas d'élection            | Pas d'élection | Pas d'élection | Pas d'élection | Pas d'élection            | Pas d'élection                                                                                        | Pas d'élection |
| 1990  | Maguy Viera Da Silva      |                |                |                |                           | | |
| 1991  | Valérie-Anne Delrieu      | 17 ans         | 1,75 m         |                |                           | | Ne participe pas à l'élection de Miss France 1992. |
| 1992  | Sylvie Marcuzzo           |                |                |                |                           | | Ne participe pas à l'élection de Miss France 1993. |
| 1993  | Pas d'élection            | Pas d'élection | Pas d'élection | Pas d'élection | Pas d'élection            | Pas d'élection                                                                                        | Pas d'élection |
| 1994  | Pas d'élection            | Pas d'élection | Pas d'élection | Pas d'élection | Pas d'élection            | Pas d'élection                                                                                        | Pas d'élection |
| 1995  | Pas d'élection            | Pas d'élection | Pas d'élection | Pas d'élection | Pas d'élection            | Pas d'élection                                                                                        | Pas d'élection |
| 1996  | Carole Roudeillac         |                |                |                |                           | | |
| 1997  | Cindy Baronnet            | 18 ans         | 1,73 m         | Bourail        |                           | | |
| 1998  | Pas d'élection            | Pas d'élection | Pas d'élection | Pas d'élection | Pas d'élection            | Pas d'élection                                                                                        | Pas d'élection |
| 1999  | Audrey Brahim             | 18 ans         | 1,78 m         |                |                           | | |
| 2000  | Virginie Lamontagne       |                |                | Nouméa         |                           | | |
| 2001  | Stéphanie Chalumeau       | 23 ans         | 1,86 m         |                |                           | | |
| 2002  | Cyrielle Pindon           |                |                | Voh            |                           | | |
| 2003  | Mélody Gaspard            |                |                | Nouméa         |                           | | |
| 2004  | Audrey Audineau           | 20 ans         | 1,85 m         | Nouméa         |                           | | |
| 2005  | Emmanuelle Darman         | 18 ans         | 1,72 m         | Nouméa         |                           | 6e dauphine de Miss France 2006.                                                                      | Accusée d'avoir fait un « doigt d'honneur » sur une photo collective. |
| 2006  | Alexandra Lambert-Gimey   | 23 ans         | 1,72 m         | Nouméa         |                           | | Nathanaëlle Techer est disqualifiée par le comité Miss France et remplacée par sa 1re dauphine Alexandra Lambert-Gimey.                                                                                        |
| 2007  | Vahinerii Requillart      | 19 ans         | 1,75 m         | La Foa         |                           | 1re dauphine de Miss France 2008.                                                                     | |
| 2008  | Aurelia Morelli           | 20 ans         | 1,75 m         | Nouméa         |                           | | |
| 2009  | Pas d'élection            | Pas d'élection | Pas d'élection | Pas d'élection | Pas d'élection            | Pas d'élection                                                                                        | Pas d'élection |
| 2010  | Ornella Zinni             | 21 ans         | 1,74 m         | Bourail        |                           | | |
| 2011  | Océane Bichot             | 20 ans         | 1,78 m         | Nouméa         | Miss Province-Sud         | | 1re dauphine de Miss Nouvelle-Calédonie 2011 ; Remplace la lauréate, Tokahi Mathieu, qui démissionne du titre pour des raisons personnelles.                                                                   |
| 2012  | Sandra Bergès             | 18 ans         | 1,73 m         | Nouméa         |                           | | |
| 2013  | Agnès Latchimy            | 22 ans         | 1,71 m         | Nouméa         |                           | | |
| 2014  | Mondy Laigle              | 19 ans         | 1,71 m         | Boulouparis    |                           | 6e dauphine de Miss France 2015.                                                                      | |
| 2015  | Gyna Moereo               | 18 ans         | 1,76 m         | Houaïlou       |                           | | |
| 2016  | Andréa Lux                | 18 ans         | 1,75 m         | Bourail        |                           | | |
| 2017  | Lévina Napoléon           | 19 ans         | 1,70 m         | Pouembout      |                           | | |
| 2018  | Amandine Chabrier         | 19 ans         | 1,71 m         | Mont-Dore      |                           | | Prix du maillot de bain à l'élection Miss France 2019 |
| 2019  | Anaïs Toven               | 18 ans         | 1,70 m         | Nouméa         |                           | | |
| 2020  | Louisa Salvan             | 19 ans         | 1,74 m         | Robinson       |                           | | |
| 2021  | Emmy Chenin               | 18 ans         | 1,76 m         | La Foa         |                           | | |
| 2022  | Océane Le Goff            | 26 ans         | 1,73 m         | Nouméa         |                           | | |
| 2023  | Emma Grousset             | 21 ans         | 1,80 m         | Nouméa         |                           | | À la suite d'une erreur de comptage des votes lors de l’élection régionale, Emma Grousset est finalement élue Miss Nouvelle-Calédonie 2023 6 jours plus tard, à la place de Mathilda Lelong initialement élue. |
| 2024  | Pas d'élection            | Pas d'élection | Pas d'élection | Pas d'élection | Pas d'élection            | Pas d'élection                                                                                        | Pas d'élection |

## Palmarès par province depuis 2010
- Province Sud: 2010, 2011, 2012, 2013, 2014, 2016, 2018, 2019, 2020, 2021, 2022, 2023 (12)
- Province Nord: 2015, 2017 (2)
- Province des îles Loyauté:

## Palmarès à l’élection Miss France depuis 2000
- Miss France : 1977
- 1re dauphine : 2008
- 2e dauphine :
- 3e dauphine :
- 4e dauphine :
- 5e dauphine :
- 6e dauphine : 2006, 2015
- Top 12 puis 15 :
- Classement des régions pour les 10 dernières élections (Miss France 2015 à 2024) : 28e sur 30[Note 3].

## A retenir
- Meilleur classement de ces 12 dernières années : Mondy Laigle, élue 6e dauphine de Miss France 2015.
- Dernier classement réalisé : Mondy Laigle, élue 6e dauphine de Miss France 2015.
- Dernière Miss France : Pascal Taurua, Miss France 1978.